# Цур, Гай
Гай Цур (ивр. גיא צור‎; род. 1962) — генерал-майор запаса Армии обороны Израиля; в последней должности: глава Командования сухопутных войск армии (с февраля 2013 года до августа 2016 года).

## Биография
Гай Цур родился в Гиватаиме, Израиль, в 1962 году.

### Военная карьера
В 1980 году Цур был призван на службу в бронетанковых войсках Армии обороны Израиля, начав службу в бронетанковой бригаде «Барак».
По окончании офицерских курсов служил командиром взвода, а затем роты танков. В дальнейшем возглавил танковый батальон «Суфа» бригады «Барак», размещённый в ту пору в Южном Ливане.
В 1994 году стал командиром оперативного отдела (ивр. קצין אג"ם‎) бронетанковой дивизии «Гааш», а затем выехал на учёбу в Великобританию.
По возвращении исполнял должность главы Департамента бронетанковой тактики (ивр. מחלקת תורת חיל שריון‎) в штабе Главного офицера бронетанковых войск, командуя при этом также резервной бригадой. В 2000 году возглавил бронетанковую бригаду «Иквот ха-Барзель», которой командовал в ходе операции «Защитная стена». В 2002 году был назначен командиром учебной бронетанковой бригады «Бней Ор».
В августе 2003 года был повышен в звании до бригадного генерала и назначен главой штаба (ивр. רמ"ט‎) Южного военного округа. В этой должности принял участие в исполнении «Плана одностороннего размежевания» в секторе Газа.
В ноябре 2005 года Цур был назначен командиром бронетанковой дивизии «Ха-Плада». В начале Второй ливанской войны летом 2006 года, начиная с 21 июля, дивизия под командованием Цура получила под свою ответственность восточный сектор фронта военных действий в Южном Ливане, а 11 августа (после передачи ответственности за сектор фронта между деревнями Мардж-Аюн и Аль-Хиям дивизии «Нетив ха-Эш») на дивизию была возложена задача нанесения главного удара в рамках операции «Шинуй кивун 11». В ходе внутренних расследований в армии по окончании войны была высказана резкая критика в отношении боевых действий дивизии, названных «медленными» и «нерешительными». За этим последовала и критика со стороны правительственной проверочной комиссии во главе с отставным судьёй Элияху Виноградом («Комиссия Винограда»): в отчёте комиссии было указано, что силы дивизии приступили к военным действиям без должной учебной подготовки, а возложенная на дивизию задача по нанесению главного удара в ходе операции «Шинуй кивун 11» не была исполнена.
После войны, в связи с высказанной критикой, министр обороны отклонил рекомендацию Начальника Генштаба генерал-лейтенанта Дана Халуца назначить Цура командиром Национального центра учений сухопутных войск, и Цур был назначен главой Стратегического отделения (ивр. החטיבה האסטרטגית‎) в Управлении планирования Генштаба. В 2007 году Цур всё же занял пост командира Национального центра учений сухопутных войск, командуя при этом также бронетанковой дивизией «Синай». После передачи поста бригадному генералу Ави Ашкенази в ноябре 2009 года Цур возглавил Центр учения штабов (ивр. מרא"ם‎) Командования сухопутных войск, а в 2011 году назначен на должность главы Отделения планирования в Управлении планирования Генштаба.
В январе 2013 года было опубликовано решение министра обороны утвердить распоряжение Начальника Генштаба Бени Ганца назначить Цура главой Командования сухопутных войск армии. 21 февраля 2013 года Цуру было присвоено звание генерал-майора, и он вступил на должность главы Командования сухопутных войск, сменив на посту генерал-майора Сами Турджемана.
10 августа 2016 года Цур передал пост главы Командования сухопутных войск армии генерал-майору Коби Бараку накануне выхода в запас из армии.

### После выхода в запас
После выхода в запас Цур работает генеральным директором транспортной компании «Гааш» израильской группы компаний «Таавура», а также является председателем правления израильской некоммерческой организации A Home for Every Child.
После вторжения групп боевиков ХАМАС с территории сектора Газа в октябре 2023 года вошёл в группу генералов запаса, добровольно организовавшихся с целью взять под свою опеку жителей пострадавших в ходе вторжения израильских населённых пунктов и содействовать им в разрешении бюрократических вопросов; в рамках данной инициативы Цур получил под свою опеку жителей кибуца Алумим.

### Образование и личная жизнь
За время службы Цур получил степень бакалавра в области машиностроения и степень магистра делового администрирования.
Женат (повторно), отец троих детей.

## Публикации
- גיא צור יבשה באופק — גיבוש תפיסת תמרון יבשתי בין הקטבים 6, ינואר 2016 (Гай Цур, «„Сухопутные войска на горизонте“ — формирование концепции сухопутного маневрирования», «Бейн ха-Ктавим» № 6 (январь 2016)) (Архивная копия от 14 июля 2022 на Wayback Machine) (иврит)